# Sisterna
Sisterna (asturisch: A Estierna) ist ein Ort und gleichzeitig Namensgeber einer Parroquia in der Gemeinde Ibias der spanischen Provinz Asturien.
Das Parroquia hat eine Gesamtfläche von 11,68 km² und zählte 2011 32 Einwohner. Sisterna liegt auf einer Höhe von 839 m über dem Meeresspiegel mit dem  Pena Rogueira, 1961 m als höchste Erhebung. San Antolin, der Verwaltungssitz der Gemeinde Ibias ist 42 km entfernt.

## Sehenswertes
- Pfarrkirche „Iglesia de Sisterna“
- Heimatmuseum „Museo etnográfico de Sisterna“

## Feste und Feiern
- Fiesta de Santa María am 15. August in Sisterna
- Fiesta de San Bartolo am 24. August

## Dörfer und Weiler
- Bao – 16 Einwohner 2011 42° 57′ 18″ N, 6° 40′ 29″ W
- Sisterna – 16  Einwohner 2011 42° 57′ 25″ N, 6° 39′ 50″ W

## Belege
1. ↑  Nomes de conceyos, parroquies, pueblos y llugares del Principáu d’Asturies; Academia de la Llingua Asturiana, Uviéu, 2000, ISBN 84-8168-194-6. (PDF); p.95